# Apple Bonjour
Pour les articles homonymes, voir Bonjour (homonymie).
Bonjour, anciennement appelé Rendezvous, est un logiciel créé par Apple qui met en œuvre la technologie Zeroconf de l’IETF. Il est utilisé dans Mac OS X à partir de la version 10.2, mais également dans iTunes et dans Windows. 
Le code source a été rendu disponible sous licence libre Apache 2.0 et une version binaire est disponible pour Windows.
Zeroconf est un système de mise en réseau local automatique, il est aussi utilisé pour trouver les imprimantes et dossiers partagés, mais aussi des serveurs web et FTP, ainsi que des utilisateurs de iTunes, iPhoto et iChat.
Rendezvous a été renommé Bonjour en 2004 car Tibco Software avait déjà publié sur le marché un produit nommé Rendezvous.
Bonjour utilise le port 5353 en UDP.

## Logiciels tiers supportant Bonjour
- Adium
- Heredis (programme de généalogie de BSD Concept)
- Instantbird, supporté depuis la version 1.2
- Kodi (anciennement XBMC)
- Kopete
- Mumble
- Pidgin, supporté depuis la version 2.0
- Plex
- Plex for Home Theater
- Skype
- Synergy
- Trillian, supporté depuis la version 3.0
- VideoLAN
- Warcraft III Reforged Edition, supporté depuis la mise à jour 1.32.6 pour les parties en réseau local.
- MyOmBox (Box domotique pour le système MyHome by Legrand)
- XMind (depuis la version 2013) : Bonjour est utilisé pour trouver d'autres utilisateurs du logiciel et partager avec eux des mind maps